# Elle Bishop

Elle Bishop – grana przez Kristen Bell, jest fikcyjną bohaterką serialu telewizyjnego Herosi (serial telewizyjny). Jej mocą jest tworzenie, kontrolowanie i absorbowanie pola elektrycznego. Jest córką Roberta Bishopa (Boba).
Elle poznajemy w piątym odcinku drugiej sezonu Herosów "Fight or Flight". Pracuje ona dla Firmy. Jej ojciec jest jej przełożonym i zleca jej różne zadania. Niestety Elle zwykle nie udaje się ich wykonać. Na własną rękę próbuje zabić Sylara, nie udaje jej się, ale ocali Mohinder Suresha, małą Molly i Mayę Herrera. W drugim odcinku trzeciego sezonu "The Butterfly Effect" ginie właściciel Firmy i ojciec Elle Robert Bishop. Sylar próbuje ją zabić. Nie udaje mu się, bo Elle powoduje impuls elektryczny. Przez to z poziomu piątego (miejsce w Firmie) ucieka 12 niebezpiecznych przestępców. Nowa właścicielka Firmy Angela Petrelli zwalnia Elle z pracy. Dziewczyna nie wie co ma teraz robić, bo przez całe życie pracowała w Firmie razem z ojcem. Teraz została i bez niego i bez pracy. W siódmym odcinku trzeciego sezonu "Eris Quod Sum" Elle zjawia się w domu Claire Bennet. Szuka pomocy, bo nie umie już kontrolować swojej mocy. Dostała propozycje pomocy z firmy Pinehearst. Zdecydowała się razem z Claire Bennet skorzystać z tej pomocy. W ostatniej chwili Claire zrezygnowała, ale Elle nie. W ósmym odcinku trzeciego sezonu "Villains" dowiadujemy się, że Elle uratowała życie Sylarowi, gdy był on jeszcze zegarmistrzem i dopiero co zabił swoją pierwszą ofiarę. Miał z tego powodu wyrzuty sumienia i dlatego chciał się powiesić. Elle pracowała wtedy z Noah Bennetem i ich zadaniem było wyciągnięcie informacji od Sylara na temat jego mocy. W następnych odcinkach pokazana jest teraźniejszość. Elle wybacza Sylarowi zabicie jej ojca Roberta Bishopa. Zbliża się do Sylara. Pokazuje mu, że może się zmienić, że nie musi zabijać. Ale on nie wierzy w siebie. W chwili słabości zabija ją. Dzieje się to w jedenastym odcinku trzeciego sezony Herosi (serial telewizyjny).